# Fred Crosset
Frédéric (Fred) Crosset (Verviers, 6 april 1975) is een Belgisch voormalig motorcoureur.

## Levensloop
Crosset werd tienmaal Belgisch kampioen trial (1996-2005). Ook won hij tweemaal (2001 en 2002) het NATC Trials Championship.